# Tomaž Razingar
Tomaž Razingar (* 25. dubna 1979, Jesenice, SFR Jugoslávie) je bývalý slovinský lední hokejista a reprezentant, který hrál na pozici levého křídla.

## Klubová kariéra
Ve své kariéře hrál ve Slovinsku (HK Jesenice), ČR (HC Vsetín, HC Pardubice, HC Oceláři Třinec, HC Hradec Králové), Rakousku (Villacher SV, HC TWK Innsbruck), Itálii (Val Pusteria), Německu (Ravensburg Towerstars), Švédsku (IF Troja-Ljungby), Slovensku (HC Dukla Trenčín) a v zámořských ligách ECHL, OJHL a AHL.
Kariéru ukončil v září 2015.

## Reprezentační kariéra
Nastupoval za slovinské mládežnické výběry do 18 a 20 let.
Jako člen slovinské reprezentace se zúčastnil několika mistrovství světa v ledním hokeji.
Byl vlajkonošem slovinské výpravy na ZOH 2014 v ruském Soči, kde slovinská reprezentace v ledním hokeji obsadila konečnou 7. příčku.